# Список депутатов Национального собрания Армении VI созыва
Список депутатов Национального собрания Армении, избранных в 2017 году:
- Председатель Национального Собрания Баблоян, Ара Саенович — РПА
- Заместитель Председателя НС Шармазанов, Эдуард Овсепович — РПА
- Заместитель Председателя НС Мелкумян, Микаел Сергеевич — Блок Царукяна
- Заместитель Председателя НС Оганнесян, Арпине Ашотовна — РПА
- Абраамян, Аргам Овикович — Блок Царукяна
- Авакян, Карен Карленович — РПА
- Авалян, Григор Серожевич — РПА
- Агабабян, Араик Размикович — Блок Царукяна
- Аджемян, Карине Хачиковна — РПА
- Азизян, Наполеон Суренович — Блок Царукяна
- Акопян, Акоп Рафикович — РПА
- Акопян, Мигран Таронович — РПА
- Алексанян, Самвел Лиминдрович — РПА , с июля 2018 независимый
- Амбарцумян, Аркадий Станиславович — РПА
- Арсенян, Ашот Егишеевич — РПА, с июля 2018 независимый
- Арустамян, Нора Седраковна — Блок Царукяна
- Арутюнян, Андраник Альбертович — РПА
- Арутюнян, Арам Хачикович — РПА
- Арутюнян, Ваган Михаилович — РПА
- Арутюнян, Хосров Меликович — РПА
- Асатрян, Ваник Хачикович — Блок Царукяна
- Ашотян, Армен Геворкович — РПА
- Бабаян, Армен Карлушович — Дашнакцутюн
- Бабуханян, Айк Борисович — РПА
- Багдасарян, Ваграм Вагинакович — РПА
- Багдасарян, Джемма Самвеловна — РПА
- Багратян, Сергей Папашевич — Блок Царукяна
- Бегларян, Акоп Бегларович — РПА
- Бекарян, Карен Манукович — РПА
- Бостанджян, Вардан Бабкенович — Блок Царукяна
- Варданян, Агван Аршавирович — Дашнакцутюн
- Гасанов, Князь Гамидович — РПА ( старейший депутат Парламента)
- Геворгян, Нагапет Багратович — РПА, с июля 2018 независимый
- Геворкян, Артур Самвелович — РПА, с июля 2018 независимый
- Гегамян, Арташес Мамиконович — РПА
- Горгисян, Геворк Самвелович — Исход
- Григорян, Араик Темурович — РПА
- Григорян, Вардеван Фабрицускович — Блок Царукяна
- Григорян, Манвел Секторович — РПА
- Григорян, Рафик Хоренович — РПА
- Гукасян, Вардан Коляевич — Блок Царукяна
- Есаян, Маргарит Генриковна — РПА
- Закарян, Ишхан Сержикович — Блок Царукяна
- Зейналян, Артак Айказович — Исход
- Зограбян, Наира Вагановна — Блок Царукяна
- Зурабян, Арарат Анушаванович — Блок Царукяна
- Исаян, Шаке Робертовна — Блок Царукяна
- Карапетян, Андраник Карапетович — Дашнакцутюн
- Карапетян, Ваган Гургенович — Блок Царукяна
- Карапетян, Карен Саркисович — РПА
- Карапогосян, Арутюн Карапетович — РПА
- Костанян, Геворк Сурикович — РПА
- Кюрегян, Арменуи Степановна — Дашнакцутюн
- Мадатян, Грант Робертович — Блок Царукяна
- Манукян, Артур Абраамович — Блок Царукяна
- Манукян, Давид Андраникович — Блок Царукяна
- Манукян, Мелик Сарибекович — Блок Царукяна
- Манукян, Ромик Шаваршевич — Дашнакцутюн
- Манукян, Сурен Сержикович — Дашнакцутюн
- Маркарян, Марина Митушевна — Блок Царукяна
- Марукян, Эдмон Грачикович — Исход
- Махмудян, Рустам Джасмович — РПА
- Меликян, Гагик Вагинакович — РПА
- Микаелян, Сасун Мехакович — Исход
- Микаелян, Татьяна Григорьевна — Блок Царукяна
- Минасян, Гагик Енгибарович — РПА
- Мирзоян, Арарат Самвелович — Исход
- Михайлов, Арсен Петрович — РПА
- Мурадян, Мурад Саакович — РПА
- Мурадян, Рузанна Карапетовна — РПА
- Нагапетян, Корюн Гарникович — РПА
- Нагдалян, Эрмине Микаеловна — РПА
- Назарян, Акоп Ашотович — Блок Царукяна
- Назарян, Лена Рафаеловна — Исход
- Никоян, Самвел Паргевович — РПА
- Оганесян, Араик Рафаелович — РПА
- Пашинян, Никол Воваевич — Исход
- Петросян, Геворк Володяевич — Блок Царукяна
- Петросян, Шушан Самвеловна — РПА
- Погосян, Карине Гамлетовна — Блок Царукяна
- Погосян, Мигран Суренович — РПА
- Рустамян, Армен Езнакович — Дашнакцутюн
- Саакян, Арман Сосович — РПА, с июля 2018 независимый
- Саакян, Галуст Григорьевич — РПА
- Саакян, Наири Арташесович — РПА
- Сагателян, Арман Арменович — РПА
- Саргсян, Авет Лаврентович — РПА
- Саргсян, Алик Саркисович — РПА
- Саргсян, Арам Завенович — Исход
- Саргсян, Артак Самвелович — РПА, с июля 2018 независимый
- Саргсян, Луиза Ашотовна — Блок Царукяна
- Саргсян, Роберт Гургенович — РПА
- Сардарян, Шушан Альбертовна — РПА
- Сароян, Сейран Фирдусович — РПА
- Симонян, Меружан Гамлетович — Блок Царукяна
- Степанян, Тигран Вачикович — Блок Царукяна
- Тандилян, Мане Ваняевна — Исход
- Товмасян, Грайр Варданович — РПА
- Тоноян, Ивета Сасуновна — Блок Царукяна
- Торосян, Ширак Артемович — РПА, с июля 2018 независимый
- Уриханян, Тигран Хачатурович — Блок Царукяна
- Фарманян, Самвел Жораевич — РПА
- Царукян, Гагик Коляевич — Блок Царукяна
- Цолакян, Феликс Хостегович — РПА, с июля 2018 независимый
- Энфиаджян, Ваге Саркисович — Блок Царукяна

## Депутаты, прекратившие полномочия
- Карагезян, Арутюн Арпиарович — полномочия прекращены в соответствии с пунктом 6 части 1 статьи 154 Конституционного закона РА «Регламент Национального Собрания».
- Манукян, Хачик Вагинакович — полномочия прекращены в соответствии с пунктом 6 части 1 статьи 154 Конституционного закона РА «Регламент Национального Собрания».
- Царукян, Артем Рафаелович — полномочия прекращены в соответствии с пунктом 6 части 1 статьи 154 Конституционного закона РА «Регламент Национального Собрания».